# Страсбург, Стивен
Стивен Джеймс Страсбург (англ. Stephen James Strasburg, род. 20 июля 1988, Сан-Диего, Калифорния) — американский профессиональный бейсболист, выступающий на позиции стартового питчера в клубе Главной лиги бейсбола «Вашингтон Нэшионалс». Страсбург был выбран на драфте МЛБ 2009 года под общим первым номером клубом «Нэшионалс» и дебютировал в основном составе уже в 2010 году.
Стивен начал играть в бейсбол ещё в школьные годы и выступал за школьную бейсбольную команду. На студенческом уровне играл за «Сан-Диего Стэйт Ацтекс», в составе которого стал одним из лучших питчеров в стране среди студентов. Является бронзовым призёром летних Олимпийских игр 2008 года. Два года спустя ESPN назвало Страсбурга «самым разрекламированным выбором в истории драфта», а журнал Sports Illustrated — «самым разрекламированным и наиболее приковывающим к себе внимание питчером в истории». Страсбург дебютировал в МЛБ 8 июня 2010 года и в первой же игре установил рекорд клуба по количеству страйкаутов за одну игру — 14.
Уже через несколько месяцев после начала игры на высшем уровне Страсбург получил травму плеча и ему сделали операцию Томми Джона. После года реабилитации он вернулся в состав «Нэшионалс» 6 сентября 2011 года. Следующий года стал самым успешным в его карьере — он стал лидером НЛ по страйкаутам, принял участие в матче всех звёзд МЛБ и получил награду Серебряная бита.

## Личная жизнь
Страсбург родился в Сан-Диего, Калифорния. В детстве его бабушка часто играла с ним в бейсбол — ловила мяч или помогала работать над его подачами. И по его словам она является для него наибольшим вдохновением. 9 января 2010 года он женился на Рэйчел Лаки, с которой он встретился в Государственном университете Сан-Диего. 24 июня 2014 года в одном из интервью Страсбург рассказал, что он собирается бросить жевать табак, в связи со смертью его университетского тренера Тони Гвина.